# Westland Marathon 1985
De Westland Marathon 1985 werd gehouden op zaterdag 13 april 1985. Het was de zestiende editie van deze marathon. Start en finish lagen in Maassluis.
De Engelsman John-Andrew Boyes won de wedstrijd in 2:13.20. Hij was een ruime halve minuut sneller dan de Pool Ryszard Misiewicz, die in 2:13.56 over de finish kwam. De wedstrijd bij de vrouwen werd gewonnen door de Nederlandse Annie van Stiphout in 2:41.10.
In totaal finishten er 612 deelnemers (inclusief recreatieve lopers), waarvan 587 mannen en 25 vrouwen.

## Uitslagen

### Mannen
| rang   | naam                  | land | tijd    |
| ------ | --------------------- | ---- | ------- |
| Goud   | John-Andrew Boyes     | ENG  | 2:13.20 |
| Zilver | Ryszard Misiewicz     | POL  | 2:13.56 |
| Brons  | Pawel Lorens          | POL  | 2:14.25 |
| 4      | Wieslaw Dubiel        | POL  | 2:14.38 |
| 5      | Cor Vriend            | NED  | 2:14.50 |
| 6      | Richard Vollenbroek   | NED  | 2:15.04 |
| 7      | Danny Pauwelijn       | BEL  | 2:15.11 |
| 8      | Max van Wersch        | NED  | 2:15.49 |
| 9      | Paul-John Eales       | ENG  | 2:16.51 |
| 10     | Johan Van Leirsberghe | BEL  | 2:17.58 |
| 11     | Klaas Lok             | NED  | 2:19.01 |
| 12     | Colin Youngson        | SCO  | 2:19.22 |
| 13     | Gerard Huynen         | NED  | 2:19.34 |
| 14     | Jos Koniuszek         | NED  | 2:20.31 |
| 15     | Henk Mentink          | NED  | 2:20.47 |

### Vrouwen
| rang   | naam                   | land | tijd    |
| ------ | ---------------------- | ---- | ------- |
| Goud   | Annie van Stiphout     | NED  | 2:41.10 |
| Zilver | Eefje van Wissen       | NED  | 2:43.17 |
| Brons  | Oddrun Hovsengen       | NOR  | 2:43.22 |
| 4      | Anne Rindt             | NED  | 2:49.33 |
| 5      | Viviane Van Buggenhout | BEL  | 2:49.59 |

1969 ·
1970 ·
1971 ·
1972 ·
1973 ·
1974 ·
1975 ·
1976 ·
1977 ·
1978 ·
1979 ·
1980 ·
1981 ·
1982 ·
1983 ·
1984 ·
1985 ·
1986 ·
1987 ·
1988 ·
1989 ·
1990 ·
1991 ·
1992 ·
1993 ·
1994 ·
1995 ·
1996 ·
1997 ·
2014